# 久保田魁
久保田 魁（くぼた かい、1915年（大正4年）3月6日 - 1976年（昭和51年）5月27日）は、大正〜昭和期の日本画家、日展会員。
単色・同系色を繊細に使いこなして日本の山川を表現する風景画を得意とし、多くの作品が絵画として頒布されている。同時期に活動していた奥田元宋らとともに児玉希望に師事し、不忍池辯天堂の天井絵を合同で描いた。

## 経歴・人物
1915年、群馬県にて生まれる。
奥田元宋や佐藤太清と親友関係にあり、絵の世界でも切磋琢磨しあう関係だったとされている。奥田と佐藤は文化勲章を叙勲しており、久保田もその才能に期待はされていたものの、久保田は長らく戦争に出兵しており惜しくもその機を逃した。しかし画家としての活動を諦めることはなく、帰還後も筆を持ち続け、1961年には『睡蓮』で 第4回日展の特選・白寿賞を受賞した。その後も1963年に『牛』で同賞を、また1964年には『庭の一隅』で菊花賞を受賞している。1972年（昭和47年）、5月27日没。享年62。

## 代表的な作品
- 『睡蓮』（1961年）- 第4回日展 特選・白寿賞
- 『牛』（1963年）- 第6回日展 特選・白寿賞
- 『庭の一隅』（1964年）- 第7回日展 菊花賞
- 『春峡』
- 『山湖』
- 不忍池辯天堂絵天井 4月『桜』- 不忍池辯天堂の絵天井は児玉希望単独の作品と思われがちだが、実際は児玉の描いた金竜の絵を中央にして、金竜を挟むようにして絵画が並んでいる。弟子らの描いた絵画が配置している。1月〜12月までの季節に準えた絵画を描いており、久保田は4月にあたる『桜』を描いた。[2]